# Stemma della Georgia
Lo stemma della Georgia è stato adottato il 1º ottobre 2004; è in parte basato sullo stemma della casa reale dei Bagration.

## Descrizione
Lo stemma raffigura uno scudo coronato, di colore rosso, con inscritta la tipica figura, in argento, di San Giorgio, protettore dello Stato caucasico, intento ad uccidere un drago.
Lo scudo è supportato da due leoni color oro.
In basso, è presente una banda con il motto nazionale, in georgiano ძალა ერთობაშია?, la forza è nell'unità.

## Stemmi ed emblemi storiche

Stemma dei Gruzinski
Stemma del Regno di Georgia
Stemma del Regno di Cartalia-Cachezia
Stemma della Repubblica Democratica di Georgia
Emblema della Repubblica Socialista Sovietica Georgiana (1921-1937)
Emblema della Repubblica Socialista Sovietica Georgiana (1937-1981)
Emblema della Repubblica Socialista Sovietica Georgiana (1981-1990)
Stemma utilizzato dal 1918 al 1921 e dal 1990 al 2004